# 安迪·博伊爾
安迪·博伊爾（英語：Andy Boyle；1991年3月7日—）是一位愛爾蘭職業足球選手，在場上的位置是中後衛。他現在效力於英格蘭足球冠軍聯賽球隊普雷斯頓足球俱樂部。在此之前他曾效力於都柏林大學足球俱樂部和舒爾本足球俱樂部等愛爾蘭球隊。他也代表愛爾蘭國家足球隊參賽。 

## 外部連結
- FAI Stats Portal Profile[永久]